# Hoyt Richards
John Richards Hoyt (ur. 10 kwietnia 1962 w Syracuse) – amerykański model, aktor, producent filmowy i scenarzysta.

## Życiorys
Urodził się w Syracuse w stanie Nowy Jork jako jedno z sześciorga dzieci. W ostatnim roku szkoły średniej, dostał stypendium i został wysłany przez swoich rodziców do angielskiej szkoły publicznej Haileybury College. W 1985 r. ukończył studia z tytułem licencjata w dziedzinie ekonomii w Princeton University. Marzył, by zostać profesjonalnym amerykańskim piłkarzem, ale na wycieczce do Nowego Jorku został zauważony przez reżysera castingu z Ford Model Agencji i rozpoczął karierę jako model.
Brał udział w setkach kampanii reklamowych znanych fotografów takich jak Bruce Weber, Richard Avedon, Helmut Newton, Steven Meisel, Horst P. Horst i Albert Watson oraz projektantów odzieży męskiej, w tym Gianni Versace, H&M, Valentino, Gianfranco Ferre, Ralph Lauren, Burberry, Dunhill, Cartier i Donna Karan.

## Wybrana filmografia

### Filmy fabularne
- 1998: Sześć dni, siedem nocy (Six Days Seven Nights) jako model
- 1999: Hit and Runway jako Jagger Stevens
- 2003: Get Money jako Braswell (Bank Manager)
- 2004: High Art, Low Life jako Bing Jarvis
- 2007: Futbaal: The Price of Dreams jako Jerome
- 2008: Bezpańskie psy (Dog Tags) jako Gene
- 2009: American High School jako Kip Dick
- 2009: Zagadka Gertrudy Stein albo pół żartem, pół sztuka (The Gertrude Stein Mystery or Some Like It Art)
- 2009: Taxi Dance jako Tom Richards
- 2010: Turistas (Paradise Lost) jako Ken
- 2010: The Disciple jako Jonathan Ben Hanan
- 2011: Showgirls 2: Penny's from Heaven jako detektyw John Clayburn
- 2011: Action News 5 jako Nigel Mcmann
- 2012: Continuity jako
- 2014: Dumbbells jako Jack Guy - także scenarzysta, producent

### Filmy krótkometrażowe
- 1998: Distress Signals (Sygnały o niebezpieczeństwie) jako Troy Stewart
- 2006: Transgressions jako agent
- 2007: When Night Falls

### Seriale TV
- 2002: Trzy siostry' (Three Sisters ) jako Peter
- 2004: Black Tie Nights jako Mąż / Vince Hartley
- 2007: CSI: Kryminalne zagadki Miami jako Richie Rick